# 10000000 (jeu vidéo)
10000000 est un jeu vidéo de puzzle et de rôle développé et édité par EightyEight Games, sorti à partir de 2012 sur Windows, Mac, Linux, iOS et Android. Luca Redwood est également le développeur de Smarter than You.

## Accueil
- Gamezebo : 4/5[1]
- IGN : 7,5/10[2]
- Pocket Gamer : 7/10[3]
- TouchArcade : 5/5[4]